# Hobe Sound
Hobe Sound é uma Região censo-designada localizada no estado americano de Flórida, no Condado de Martin.

## Demografia
Segundo o censo americano de 2000, a sua população era de 11.376 habitantes.

## Geografia
De acordo com o United States Census Bureau tem uma área de
14,8 km², dos quais 14,1 km² cobertos por terra e 0,7 km² cobertos por água. Hobe Sound localiza-se a aproximadamente 3 m acima do nível do mar.

## Localidades na vizinhança
O diagrama seguinte representa as localidades num raio de 16 km ao redor de Hobe Sound.